# Lispocephala indica
Lispocephala indica är en tvåvingeart som beskrevs av Malloch 1935. Lispocephala indica ingår i släktet Lispocephala och familjen husflugor.
Artens utbredningsområde är Pakistan. Inga underarter finns listade i Catalogue of Life.